# Гротто-Слепиковский, Всеволод Анатольевич
Все́волод Анато́льевич (Анато́лиевич) Гротто-Слепиковский (1895 — 12 октября 1977, Париж, Франция) — российский военный; профсоюзный и общественный деятель русской эмиграции.

## Биография
Учился на юридическом факультете Новороссийского университета.
Штабс-капитан артиллерии.
Участник Первой мировой войны и Гражданской войны. Участник Первого Кубанского похода (1918). Личный адъютант генерала Слащёва.
В эмиграции во Франции — таксист, член правления Союза русских шофёров (1930-е), председатель Объединённого Союза русских шофёров (1938), член правления Очага русских шофёров (1940-е). Член русской секции Национального союза комбатантов.
Умер 12 октября 1977 года в Париже, в госпитале Сен-Мишель. Похоронен на кадетском участке кладбища Сент-Женевьев-де-Буа.